# Led Zeppelin III
| 평가 점수                     | 평가 점수 |
| 출처                          | 점수      |
| ----------------------------- | --------- |
| AllMusic                      | [ 2 ]     |
| Christgau's Record Guide      | B+        |
| The Daily Telegraph           | [ 4 ]     |
| Encyclopedia of Popular Music | [ 5 ]     |
| The Great Rock Discography    | 9/10      |
| Music Story                   | [ 5 ]     |
| MusicHound Rock               | 3.5/5     |
| Q                             | [ 7 ]     |
| The Rolling Stone Album Guide | [ 8 ]     |
| Classic Rock                  | [ 9 ]     |

《Led Zeppelin III》는 1970년 10월 5일에 발매된 영국의 록 밴드 레드 제플린의 세 번째 스튜디오 음반이다. 이전 음반보다 더 다양한 스타일의 곡으로 표준 하드 록과 블루스 록 레퍼토리에 포크 스타일의 곡을 추가했다.
〈Immigrant Song〉에서와 같이 하드 록의 영향이 여전히 존재하는 동안, 〈Gallows Pole〉과 〈That's the Way〉와 같은 음향 기반 노래들은 레드 제플린이 다른 스타일을 성공적으로 연주할 수 있다는 것을 보여주었다. 이 밴드는 대부분의 곡을 직접 썼지만, 이전 음반들과 마찬가지로, 이전 작품들을 재해석한 두 곡, 미국의 가수 프레드 겔라치를 통해 영국 전통 포크를 원작으로 한 〈Gallows Pole〉과 부카 화이트의 블루스 곡을 재연한 〈Hat's off to (Roy) Harper〉가 수록되었다.
어쿠스틱 소재는 웨일스의 브론 얼 아이르에서 밴드 멤버 지미 페이지와 로버트 플랜트의 작사 세션에서 발전하여 음악적 방향에 영향을 주었다. 이 노래들은 롤링 스톤스 이동식 스튜디오, 헤들리 그레인지, 아일랜드 스튜디오, 런던의 올림픽 스튜디오를 사용하여 녹음되었다. 이전 음반과 마찬가지로 밴드는 게스트 뮤지션들의 사용을 존중했고, 밴드 멤버 페이지 (기타), 플랜트 (보컬), 존 폴 존스 (베이스, 키보드), 존 본햄 (드럼)이 연주하는 모든 음악도 함께 했다. 밴드가 연주하는 악기의 범위는 이번 음반에서 크게 향상되었는데, 특히 존스는 그의 일반적인 베이스 기타 외에 다양한 신시사이저, 만돌린, 콘트라베이스 등 다양한 키보드 및 현악기를 연주하며 재능 있는 멀티 인스트루멘탈리스트로 부상했다. 이전 음반들과 마찬가지로 페이지는 앤디 존스와 테리 매닝의 믹싱으로 음반에서 프로듀서로 활동했다.
이 음반은 1970년에 가장 기대되는 음반 중 하나였으며, 음반의 출하 날짜는 볼벨을 중심으로 한 복잡한 내부 소매 디자인에 의해 보류되었고, 외측 커버의 구멍을 통해 수많은 이미지들이 보인다. 그것은 발매 즉시 상업적인 성공을 거두었고 영국과 미국 차트에서 1위를 차지했다. 비록 비평가들이 음악 스타일의 변화에 대해 전형적으로 혼란스러워했고 음반에 혼합된 반응을 보였지만, 《Led Zeppelin III》는 그 이후로 밴드 역사상 중요한 이정표를 대표하고 그들의 음악의 전환점을 보여주는 것으로 인정받았다.

## 배경

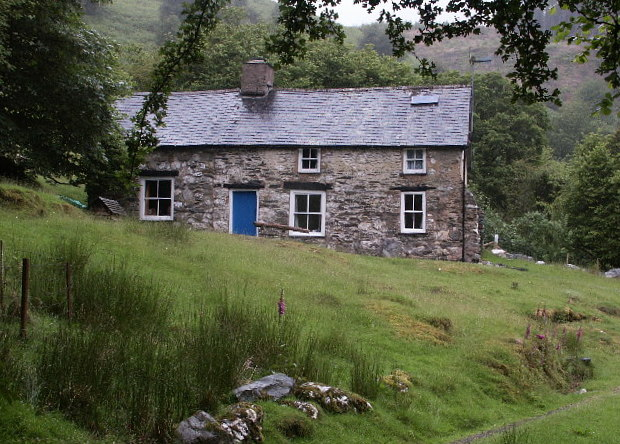
《Led Zeppelin III》에 관한 세 곡은 브론 얼 아이르 별장에서 휴가를 보내는 동안 페이지와 플랜트가 작곡했다.

1970년까지 레드 제플린은 그들의 첫 두 음반으로 영국과 미국에서 상업적인 성공을 거두었다. 이들은 투어 중 《Led Zeppelin II》의 대부분을 다양한 장소에서 녹음하며 음반 판매와 투어 영수증으로 세션에 자금을 조달하는 등 적절한 휴식 시간을 갖기로 했다. 그 해 봄 북미의 지친 콘서트 투어에 이어 리드 싱어 로버트 플랜트는 기타리스트 겸 프로듀서 지미 페이지에게 시장 타운 마킨레스에서 북쪽으로 3마일(4.8km) 떨어진 다피 밸리가 내려다보이는 언덕 꼭대기에 있는 웨일스 스노도니아에 있는 18세기 별장 브론 얼 아이르로 후퇴할 것을 권고했다. 플랜트는 그곳에서 가족들과 휴가를 보냈었다.
이 외딴 배경에는 흐르는 물이나 전력은 전혀 없었으며, 이는 음향 배치에 중점을 두는 밴드의 음악적 방향을 약간 바꾸게 했다. 이후 페이지는 브론 얼 아이르의 평온함이 1969년의 지속적인 순회공연과 뚜렷한 대조를 이루며, 어쿠스틱 기타의 전반적인 음색과 지배력에 영향을 주었다고 설명했다. 그의 연주는 포크 기타리스트인 데이비 그레이엄과 버트 얀쉬의 영향을 받았으며, 그는 정기적으로 대체 기타 튜닝을 사용했다. 플랜트 측은 또 밴드가 "변화에 사로잡혀 있다"고 회상하며 존 페이히의 말을 듣는 것을 즐겼다. 밴드는 특별히 그들이 원하는 스타일의 음악을 연주할 수 있다는 것을 보여주기 위해 방향의 변화를 원했다.

## 커버 아트
《Led Zeppelin III》의 오리지널 바이닐판은 혁신적인 커버가 달린 게이트폴드 슬리브에 포장되어 있었는데, 자크론이 킹스턴 예술대학교 재학 시절인 1963년에 페이지가 만났던 멀티미디어 예술가 자크론이 디자인했다. 이후 자크론은 왕립예술원을 졸업하고 리즈 대학교의 강사가 되었다. 페이지는 그에게 음반의 슬리브 디자인에 도움이 되겠느냐고 물었고, 1970년 1월 24일, 자크론은 그의 대학에서 그들의 공연에서 밴드를 만나 커버를 하기로 동의했다. 그해 봄 그는 밴드 멤버들을 개별적으로 만나 각자의 사진을 연속 촬영해 콜라주에 담았다.
커버와 내부 게이트폴드 삽화는 흰 바탕에 무작위로 보이는 초현실적인 이미지 모음으로 구성되었고, 그들 중 다수는 비행이나 항공과 주제적으로 연결되었다. 전면 커버 뒤에는 회전식 라미네이트 카드 디스크 또는 볼벨이 더 많은 이미지로 덮여 있었는데, 이 사진들은 커버의 구멍을 통해 보여 주었고, 이미지를 한 구멍 뒤쪽으로 이동시키면 보통 다른 구멍 뒤에 한두 개의 다른 이미지가 배치된다. 뒷면 커버는 사진 촬영에서 나온 최고의 사진들을 합성해서 찍은 것이었다. 자르콘은 이 이미지들을 선택한 이유는 그가 "그들이 음악에 있어 거대한 힘"으로 보여주고 싶었기 때문이다. 프랑스에서는 이번 음반 커버가 다른 음반으로 발매되어 단순히 네 명의 밴드 멤버들의 사진을 보여주었다.
나중에 자크론은 이 작품이 완성되자마자 페이지는 그가 뉴욕에 있는 동안 그에게 전화를 걸어 결과에 대한 만족감을 표시했으며 "나는 그것이 환상적이라고 생각한다"고 말했다. 그는 나중에 마감시한에 맞춰 작업했기 때문에 그 작품이 만족스럽지 못하다고 생각했다.

## 곡 목록
| #  | 제목                           | 작사·작곡                  | 재생 시간 |
| -- | ------------------------------ | -------------------------- | --------- |
| 1. | 〈Immigrant Song〉             | 지미 페이지, 로버트 플랜트 | 2:26      |
| 2. | 〈Friends〉                    | 페이지, 플랜트             | 3:55      |
| 3. | 〈Celebration Day〉            | 존 폴 존스, 페이지, 플랜트 | 3:29      |
| 4. | 〈Since I've Been Loving You〉 | 존스, 페이지, 플랜트       | 7:25      |
| 5. | 〈Out on the Tiles〉           | 존 본햄, 페이지, 플랜트    | 4:04      |

| #  | 제목                         | 작사·작곡            | 재생 시간 |
| -- | ---------------------------- | -------------------- | --------- |
| 1. | 〈Gallows Pole〉             | 민요, 페이지, 플랜트 | 4:58      |
| 2. | 〈Tangerine〉                | 페이지               | 3:12      |
| 3. | 〈That's the Way〉           | 페이지, 플랜트       | 5:38      |
| 4. | 〈Bron-Y-Aur Stomp〉         | 존스, 페이지, 플랜트 | 4:20      |
| 5. | 〈Hats Off to (Roy) Harper〉 | 민요                 | 3:41      |

## 인증
| 국가                                                  | 인증        | 판매량/출하량 |
| ----------------------------------------------------- | ----------- | ------------- |
| 아르헨티나 (CAPIF)                                    | 플래티넘    | 60,000^       |
| 오스트레일리아 (ARIA)                                 | 3× 플래티넘 | 210,000^      |
| 캐나다 (뮤직 캐나다)                                  | 3× 플래티넘 | 300,000^      |
| 프랑스 (SNEP)                                         | 플래티넘    | 300,000*      |
| 독일 (BVMI)                                           | 골드        | 250,000^      |
| 이탈리아 (FIMI)                                       | 골드        | 25,000*       |
| 네덜란드 (NVPI)                                       | 골드        | 50,000^       |
| 노르웨이 (IFPI 노르웨이)                              | 실버        | 20,000        |
| 스페인 (PROMUSICAE)                                   | 골드        | 50,000^       |
| 스위스 (IFPI 스위스)                                  | 골드        | 25,000^       |
| 영국 (BPI)                                            | 플래티넘    | 300,000^      |
| 미국 (RIAA)                                           | 6× 플래티넘 | 6,000,000^    |
| *판매량을 기반으로 한 인증 ^출하량을 기반으로 한 인증 |             |               |